# Košara
Koordinati:   43°53′13″N, 15°24′02″E
Košara je nenaseljen otoček v Jadranskem morju, ki pripada Hrvaški.
Košara leži okoli 1,5 km jugozahodno od Pašmana in okoli 1 km zahodno od Žižanja. Površina otočka, na katerem je svetilnik, je 0,58 km². Dolžina  obalnega pasu meri 4,08 km. Najvišji vrh je visok 82 mnm.
Iz pomorske karte je razvidno, da svetilnik, ki stoji na skrajni južni strani otočka, oddaja svetlobni signal: B Bl 5s. nazivni domet svetilnika je 11 milj.